# نقش‌برجسته و بردگوری کچوز ۶
نقش برجسته و بردگوری کچوز ۶ در شهرستان کوهرنگ، بخش بازفت، روستای کچوز واقع شده و این اثر در تاریخ ۲۴ فروردین ۱۳۸۲ با شمارهٔ ثبت ۸۱۹۹ به‌عنوان یکی از آثار ملی ایران به ثبت رسیده است.